# Phan Nhân
Phan Nhân (15 tháng 5 năm 1930 – 29 tháng 6 năm 2015) tên thật là Liêu Nguyễn Phan Nhân, sinh tại thành phố Long Xuyên, An Giang. Ông được biết đến với vai trò là nhạc sĩ với nhiều ca khúc nổi tiếng như Chú ếch con, Hà Nội niềm tin và hy vọng, Thành phố của tôi, Em ở nơi đâu, Bài ca cho em...

## Tiểu sử
Phan Nhân có tên trong danh sách các nhạc sĩ viết về Hà Nội hay nhất, với ca khúc để đời Hà Nội - Niềm tin và hy vọng, tác phẩm được ra đời trong bối cảnh Hà Nội bị ném bom dữ dội cuối năm 1972. Đây là ca khúc được chọn làm giai điệu chính cho Lễ kỷ niệm 1.000 năm Thăng Long - Hà Nội. Ông cũng được nhiều người yêu mến với các bài Cây đàn guitar của Victor Hara, Tình ca đất nước, Tiếng hát gửi dòng sông quê hương và bài hát thiếu nhi Chú ếch con.

## Qua đời và lễ tang
Ông qua đời tại nhà riêng lúc 10h20 ngày 29 tháng 6 năm 2015, không lâu sau lễ mừng thọ 85 tuổi.

## Các sáng tác
- Bài ca cho em
- Bài ca trên đồng lúa Thái Bình
- Cây đàn guitar của Victor Hara
- Chú cừu Mộc Châu (1968)
- Chú ếch con (1967)
- Con dao làm nương, cây súng giữ bản
- Cô bê xinh đẹp (1969)
- Em là bông lúa Điện Biên (1968)
- Em là con gái má Út Tịch (1966)
- Em ở nơi đâu
- Hà Nội niềm tin và hy vọng (12/1972)
- Hàng cây ơn Bác (1969)
- Hành khúc lão dân quân
- Lời anh thúc giục toàn dân
- Mùa xuân vui Tết trồng cây
- Nhớ về Pác Bó (1979)
- Như con chim én
- Thành phố của tôi (1981)
- Thằng giặc Mỹ (1966)
- Tiếng hát gửi dòng sông quê hương
- Tình bạn già
- Tình ca đất nước (30/4/1975)
- Trên quê hương Minh Hải
- Vườn cây của ba (thơ phổ nhạc của Nguyễn Duy, 1978)

## Gia đình
Ông đã kết hôn với NSƯT Phi Điểu (là diễn viên, phát thanh viên giọng Nam bộ của Đài tiếng nói Việt Nam) và có 2 người con (1 trai (trưởng), 1 gái).